# Strada statale 218 Via Rocca di Papa
L'ex strada statale 218 Via Rocca di Papa (SS 218), ora strada regionale 218 di Rocca di Papa (SR 218), è una strada regionale italiana che attraversa il territorio dei Castelli Romani.

## Percorso
La strada ha origine a Frascati dall'innesto con la ex strada statale 215 Tuscolana. Il tracciato (in condivisione con la stessa ex SS 215 per questo primo tratto), procede quindi verso sud fino a Grottaferrata e precisamente ad un quadrivio con la ex strada statale 511 Anagnina (direzione ovest) e con la ex SS 215 che quindi si distacca (direzione est).
Proseguendo ancora un poco verso sud, il percorso incrocia la ex strada statale 216 Maremmana III prima di salire verso l'abitato di Rocca di Papa. Esce quindi dal paese in direzione sud, incrociando la ex strada statale 217 Via dei Laghi ed avvicinandosi al lago Albano. Termina infine ad Ariccia dove si innesta sulla strada statale 7 Via Appia.
In seguito al decreto legislativo n. 112 del 1998, dal 1º febbraio 2002 la gestione è passata dall'ANAS alla Regione Lazio, che ha trasferito al demanio della Provincia di Roma il tratto dal km 0,000 (Frascati) al km 5,000 (Rocca di Papa) ed ha ulteriormente devoluto le competenze del restante tratto alla Provincia di Roma stessa; dal 5 marzo 2007 la società Astral ha acquisito la titolarità di concessionario del tratto regionale.